# لورين يونغ
لورين آن يونغ (بالإنجليزية: Lauren Young)‏ (ولدت في 8 نوفمبر 1993) معروفة باسم لورين يونغ، ممثلة وعارضة أزياء مساعدة مخرج، فلبينية أمريكية، هي الشقيقة الأصغر للممثلة وملكة جمال العالم 2013 ميغان يونغ, عرف عن ظهورها في مولا سا بوسو (2011)، ليجالي بلايند (2017) و داهيل ماي إيسانغ إيكاو (2009).

## مسيرتها المهنية
كانت لورين يونغ واحدة من ضمن 20 موهبة جديدة تم تقديمها، ضمن الدفعة 13 بواسطة وكالة إدارة المواهب التابعة ستار ماجيك لشركة أي بي إس-سي بي إن في عام 2006. كان أول ظهور لها في التمثيل دور في حلقة مسلسل كومكس في عرض خاص للذكرى الرابعة عشرة لستار ماجيك. ثم لعبت دور ليا أمام الممثل بيولو باسكوال في حلقة كل شيء عن الفتاة في ستار ماجيك بريزنتس، كانت يونغ أحد الوافدين الجدد التسعة عشر الذين تم تقديمهم في الموسم الثاني من المسلسل التلفزيوني ستار ماجيك بريزنتس: أبت أور لوف.

## روابط خارجية
- لورين يونغ في مركز فنون وسائل الإعلام العالمية للفنون نتورك.كوم
- لورين يونغ على موقع IMDb (الإنجليزية)
- لورين يونغ على موقع قاعدة بيانات الفيلم (الإنجليزية)
- لورين يونغ في فيسبوك. كوم